# Narnhac
Narnhac é uma comuna francesa na região administrativa de Auvérnia-Ródano-Alpes, no departamento de Cantal. Estende-se por uma área de 10,73 km². Em 2010 a comuna tinha 70 habitantes (densidade: 6,5 hab./km²).